# حركة القداسة

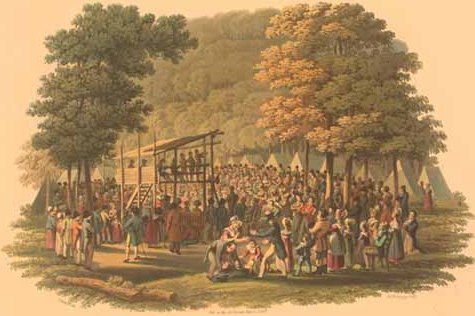

تشمل حركة القداسة مجموعة من المعتقدات والشعائرالمسيحية التي نشأت في المذهب الميثودي في القرن التاسع عشر نشوءها الأكبر، وإلى درجة أقل في مذاهب أخرى كمذهب جمعية الأصدقاء وتجديدية العماد. الحركة ويسليانية أرمينيانية في لاهوتها، ويميزها تركيزها على عقيدة عمل النعمة الثاني، الذي يقود إلى الكمال المسيحي. يشدد عدد من حركات الطوائف المسيحية الإنجيلية والجمعيات الموازية للكنيسة على هذه المعتقدات، وهي عقيدة محورية عندهم. بحلول عام 2015، كان لكنائس حركة القداسة 12 مليون معتنق تقريبًا.

## المعتقدات
يعتقد معتنقو حركة القداسة أن «البركة الثانية» (أو «عمل النعمة الثاني») هي التجربة الشخصية التي تتلو الخلاص، وفيها يتطهر الإنسان من الخطيئة الأصلية. تجربة التقديس الكامل هذه أو الاستكمال، تطابق العماد بالروح القدس أو الامتلاء به. إلى جانب هذه القداسة الداخلية، أكد ميثوديو القداسة، الذين يشكلون أغلبية حركة القداسة، على القداسة الخارجية الواردة في العقيدة الويلسيانية الأرمينيانية، التي تشمل أعمالًا منها ارتداء ثياب محتشمة وعد استعمال اللغة البذيئة، أما القداسيون من جمعية الأصدقاء فكذلك يؤكدون على عقيدة الأصدقاء في شهادة البساطة، وأما تجديديو العماد من القداسيين (مثل إخوة نهر القداسة ومينوناتيو القداسة) فقد نشروا عقيدتهم الانشقاقية في العالم. أسس المعمدانيون المؤمنون بالبركة الثانية طوائفهم الخاصة، منها جمعية معمدانيي القداسة، وجمعية وادي أوهايو، وكنائس الرب المعمدانية المسيحية.

لمعتنقي القداسة أيضًا تعريف مستقل للخطيئة الحقيقية.
«ليست الخطيئة إذا أردنا الدقّة، إلا انتهاكًا لحكم الله المعلوم. ومن ثم، فإن كل انتهاك لشريعة الحب خطيئة، ولا شيء سوى ذلك خطيئة، إذا تكلمنا بدقة. أي ليّ أكثر للموضوع ليس إلا فتح طريق للكالفينية».
بهذا التعريف للخطيئة، يعتقد أتباع القداسة أن المسيحيين أحرار من الخطيئة، بمعنى أنهم وإن كانوا قد يقعون فيها، فإن فيهم قدرة من الله على تجنبها.
تعتقد مجموعات القداسة أن الجوانب الأخلاقية من شريعة الله لم تزل واجبة اليوم، لذا تتوقع من أتباعها أن يطيعوا الأحكام السلوكية، فعلى سبيل المثال، تحرّم كثير من المجموعات استهلاك الكحول والقمار واللهو مثل الرقص والذهاب إلى المسرح. يعارض بعض الإنجيليين هذا الرأي، ويتهمونه بأنه ينكر أو يهمل تعاليم الإصلاح (لا سيما الكالفيني) القاضية بأن الخطيئة الأصلية تبقى حتى في أشد الناس إيمانًا، إلى حين التمجيد (وهو آخر مرتبة من مراتب الخلاص).

## التاريخ
ومع أن الحركة أصبحت حركة متعددة الطوائف مع الوقت، وقد دعمتها الصحوة العظيمة الثانية، التي نشطت الكنائس من كل الطوائف، فإن أصول معظم حركة القداسة ترجع إلى الميثودية.

### الميثودية المبكرة
تعود أصول حركة القداسة إلى جون ويسلي، وتشارلز ويسلي، وجون فلتشر، وميثوديي القرن الثامن عشر. استمر ميثوديون القرن الثامن عشر في اهتمامهم بالقداسة المسيحية التي بدأها مؤسسهم جون ويسلي في إنكلترا. واستمروا في نشر أعمال ويسلي وأوراقه، منها مؤلفه بيان واضح للكمال المسيحي. من عام 1788 إلى 1808، كان النص الكامل لهذا المؤلف موضوعًا في دليل قواعد الكنيسة الميثودية الأسقفية في الولايات المتحدة، وقد أعلن كثير من الميثوديين الأمريكيين الأوائل عن تجربة التقديس الكامل التي مروا بها، منهم الأسقف فرانسيس أسبوري. ركز الميثوديون في تلك الفترة على الحياة المقدسة، ومفهومهم عن التقديس الكامل.

### الصحوة العظيمة الثانية
في أربعينيات القرن التاسع عشر، بدأ اهتمام جديد بالقداسة والكمال المسيحي في الميثودية الأمريكية، جاءت به عوامل من أهمها حركات الإحياء والاجتماعات في مخيمات الصحوة العظيمة الثانية (1790–1840).
كان أهم قائدين لحركة القداسة في هذه الفترة، فيبي بالمر وزوجها الدكتور وولتر بالمر. في عام 1835، بدأت سارة لانكفورد تعقد اجتماعات في يوم الثلاثاء لنشر القداسة في بيتها في مدينة نيويورك. في عام 1837، مرت بالمر بما سمّته التقديس الكامل، وأصبحت قائدة اجتماعات الثلاثاء عام 1839. في أول الأمر، لم يكن يأتي الاجتماعات إلا النساء، ثم بدأ الأساقفة الميثوديون ورجال الدين والعلمانيون يحضرونها كذلك. في الوقت نفسه، أسس القس تيموثي ميريت البوسطني صحيفة سماها الدليل إلى الكمال المسيحي، ثم غير اسمها إلى الدليل إلى القداسة. كانت هذه أول صحيفة أمريكية دورية مخصصة لنشر رسالة القداسة المسيحية الويسليانية. في عام 1865، اشترى آل بالمر الصحيفة التي كان ينشر منها 30 ألف نسخة.
وتميز في هذه الفترة أيضًا إحياء القس جيمس كاغي، وهو قس أمريكي أرسلته الكنيسة الميثودية الويسليانية للعمل في أونتاريو، كندا، من أربعينيات القرن التاسع عشر إلى 1864. واتبعه خلق كثير، لا سيما في اجتماعات الصحوة الدينية في غرب كندا 1851–53. مزج أسلوبه بين العاطفية المقيدة والدعوة الواضحة للالتزام الشخصي، وبهذا انتقل من الأسلوب القروي للاجتماعات الدينية إلى أسلوب أرقى للتجمعات الميثودية في المدن الحديثة. أتم كهنوت فيبي بالمر اجتماعات كاغي في أونتاريو في عام 1857 تقريبًا.
بقي كثير من أنصار القداسة في الكنائس الميثودية السائدة، منهم هنري كلاي موريسون الذي أصبح رئيس كلية أسبيوري والمعهد اللاهوتي، ولكن اثنتين من أكبر طوائف الميثوديين القداسيين انفصلتا عن الميثودية السائدة في تلك الفترة. في عام 1843، نظم أورانج سكوت الارتباط الميثودي الويسلياني (وهو سلف للكنيسة الويسليانية، وكذلك ارتباط أليغيني الميثودي الويسلياني، وارتباط الكنائس الميثودية الكتابي) في يوتيكا في نيويورك. في عام 1860، أسس بي. تي. روبرتس وجون ويسلي ردفيلد الكنيسة الميثودية الحرة، على أساس إلغاء العبودية وتحقيق المساواة وقداسة البركة الثانية. لم تزل نصرة الفقراء سمة مميزة لهذه الكنائس وفروع ميثودية أخرى. أصبحت بعض هذه الفروع حديثًا جزءًا من حركة القداسة المحافظة، وهي مجموعة تمثل الفرع الأشد محافظة من الحركة.
في اجتماعات الثلاثاء، اكتسب الميثوديون قريبًا صحبة مسيحيين من طوائف أخرى، منهم الأبرشاني توماس أبهام. كان أبهام أول رجل يحضر الاجتماعات، وأدت مشاركته فيها إلى دراسته للتجارب الروحانية، سعيًا لإيجاد سلف التعاليم القداسية في مؤلفات كتاب منهم الألماني بييتست جوهان أرندت والمتصوفة الكاثوليكية الرومانية مادام غويون.
اشترك مسيحيون غير ميثوديين آخرون في حركة القداسة في الولايات المتحدة وإنكلترا. نشر بعض كالفينيي المدرسة الجديدة مثل آزا ماهان، رئيس كلية أوبرلين، وتشارلز غرانديسون فيني، وهو إنجيلي مرتبط بالكلية، فكرة القداسة المسيحية وإلغاء العبودية (وهي قضية دعمها الويسليانيون أيضًا). في عام 1836، عاش ماهان ما سمّاه معمودية مع الروح القدس. اعتقد ماهان أن هذه التجربة طهرته من الرغبة في الخطيئة والميل إليها. اعتقد فيني أن هذه التجربة قد تقدم حلًّا لمشكلة لاحظها خلال اجتمعاته الإنجيلية الإحيائية. ادعى بعض الناس أنهم عاشوا هذا التحول لكنهم عادوا إلى عاداتهم القديمة بعد ذلك. اعتقد فيني أن الامتلاء بالروح القدس قد يساعد هؤلاء على الاستمرار بعزم في الحياة المسيحية. تسمى هذه المرحلة من تاريخ حركة القداسة صحوة قداسة أوبرلين.
نشر المشيخي ويليام بوردمان فكرة القداسة في حملاته الإنجيلية وفي كتابه الحياة المسيحية العليا الذي نُشر عام 1858، وكان هذا الكتاب ذروة النشاط القداسي قبل ركود سببته الحرب الأهلية الأمريكية.